# Podkładka pod mysz komputerową

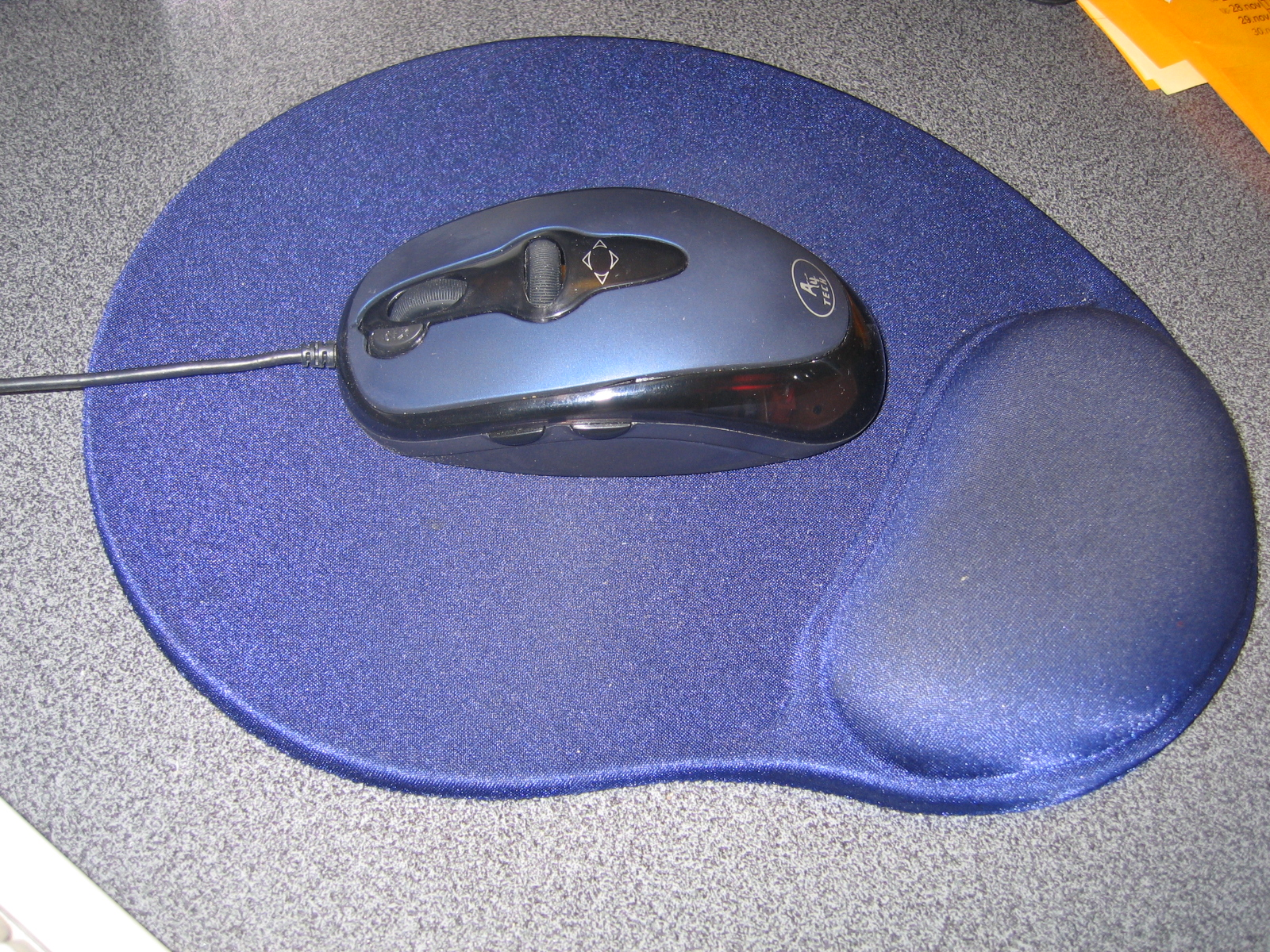
Ergonomiczna podkładka pod mysz

Podkładka pod mysz komputerową – służy do zabezpieczania blatu stołu lub biurka przed porysowaniem przez mysz i jednocześnie zapewnia odpowiedni poślizg między myszą a podłożem. Wykonana jest z tworzywa sztucznego. Strona wierzchnia jest gładka, spodnia piankowa, co zapobiega ślizganiu się podkładki po blacie.

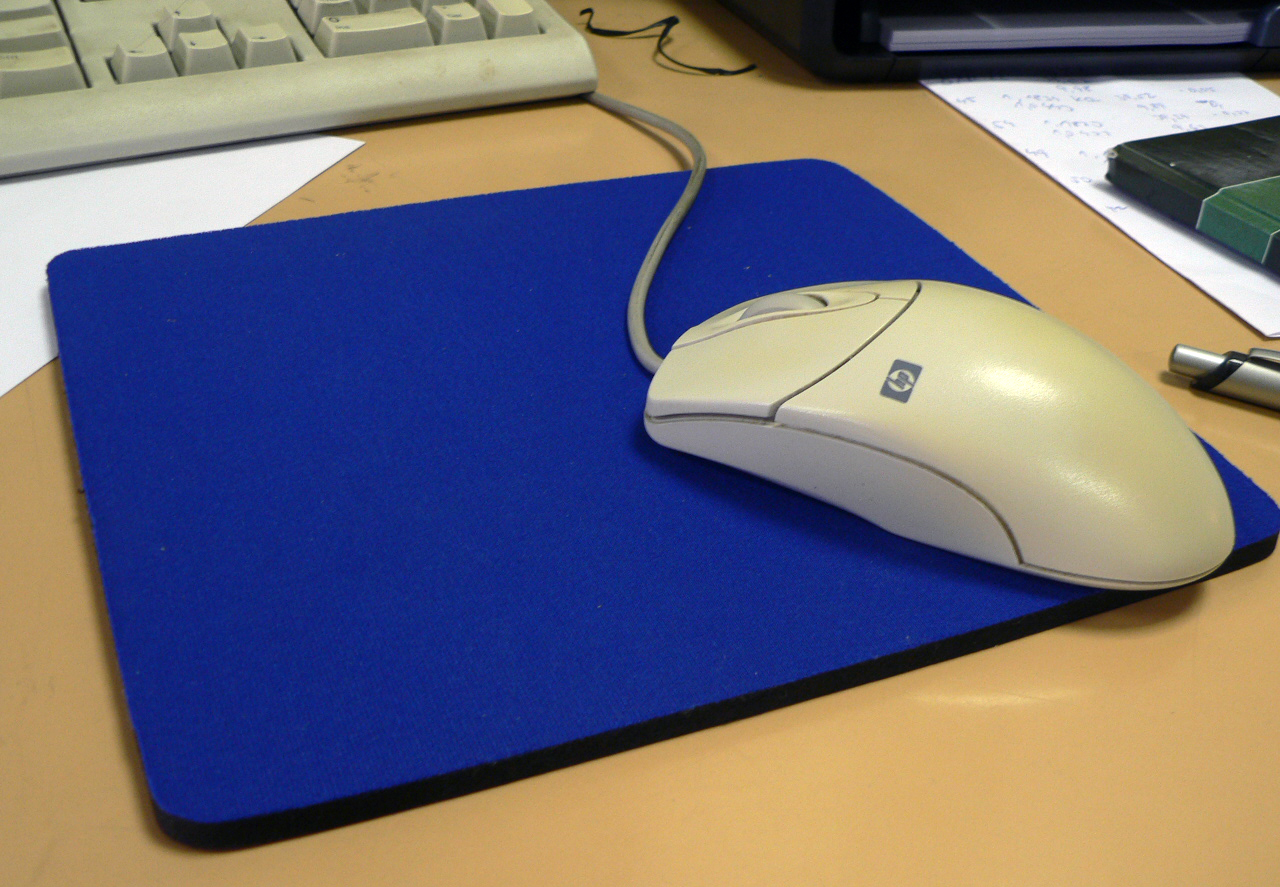
Tradycyjna podkładka pod mysz kulkową

Mysz mechaniczna („kulkowa”) wymaga podkładki o szorstkiej powierzchni, żeby zapewnić kulce toczenie się, a nie ślizganie. Myszą optyczną łatwiej jest posługiwać się na powierzchni śliskiej.
W standardowych wersjach podkładka ma kształt prostokątny, ale produkowane są również podkładki o innych kształtach i z nadrukami reklamowymi albo spełniającymi funkcję kalendarza. Spotyka się też podkładki pod mysz z podpórką pod nadgarstek – zapobiegają one szybkiemu zmęczeniu i bólom dłoni albo z wbudowanym koncentratorem USB, czyli urządzeniem rozdzielającym porty USB.